# Tripyloides taafi
Tripyloides taafi is een rondwormensoort uit de familie van de Tripyloididae. De wetenschappelijke naam van de soort is voor het eerst geldig gepubliceerd in 1973 door de Bovée, Coineau, Soyer & Travé.